# Tina Datta
Tina Datta (27 de noviembre de 1986) es una actriz y modelo india. Interpretó el papel de Ichcha Veer Singh Bundela en la telenovela Uttaran, transmitida por Colors TV por más de seis años (2008-2015). Dattaa actuó en la película de Rituparno Ghosh de 2003 Chokher Bali a los 16 años junto a Aishwarya Rai. Más tarde interpretó el papel de la joven Lalita en la película hindi de 2005 Parineeta.

## Filmografía
| Año  | Título                 | Rol            | Notas   |
| ---- | ---------------------- | -------------- | ------- |
| 2003 | Chokher Bali           |                | Bengali |
| 2005 | Parineeta              | Teenage Lalita | Hindi   |
| 2008 | Chirodini Tumi Je Amar |                | Bengali |